# Johnny Christ
Jonathan Lewis Seward,(født 18 November 1984), bedre kendt som Johnny Christ er bassist i det Amerikanske band Avenged Sevenfold. Han var den fjerde bassist som kom ind i Avenged Sevenfold i 2002. Han er vokset op i Huntington Beach,Californien.

## Biografi
Christ gik på Marina High School i Huntington Beach, Californien og mødte senere hen M. Shadows, Zacky Vengeance, Synyster Gates og The Rev.
Efter Dameon Ash forlod bandet i 2002, trådte han til som bandets bassist.

## Musisk
Christ tog fri fra skole i nogle uger for at midlertidigt erstatte bandets bassist Dameon Ash i mens de turnerede.
Christ droppede hurtigt ud af skolen for at blive bandets permanente bassist.